# マルクス主義学生同盟
日本マルクス主義学生同盟（にほんマルクスしゅぎがくせいどうめい）とは、革命的共産主義者同盟全国委員会（1959年に結成された黒田・本多派）系の学生組織である。略称マル学同。
1963年の革共同全国委の本多派（中核派）と黒田派（革マル派）への分裂に伴い、マル学同もマル学同中核派とマル学同革マル派に分裂した。

## 概要
1960年4月、当時の安保闘争の高揚の中で、ブントの学生組織である社学同に対抗して結成された。当時のマル学同は共産党を「右翼的」、ブントを「極左的」と批判し、中間層の取り込みを図り勢力を増していった。安保闘争後ブントが崩壊すると、機能不全に陥ったブントを見限った活動家の多くがマル学同に合流して急速に勢力を拡大、ブントに代わって全学連の主導権を握った。
1961年7月の全学連第17回大会では、主導権奪還を狙う民青や反マル学同で一致した「つるや連合」（社学同諸派、革共同関西派、社青同）を暴力的に排除し、全学連をマル学同の傘下に置いた。
1963年2月、革共同全国委から議長・黒田寛一ら革命的マルクス主義派（革マル派）が分裂すると、ほとんどの学生活動家は革マル派につき、マル学同も「日本マルクス主義学生同盟・革命的マルクス主義派」（マル学同革マル派）を名乗った。指導部で多数派だった書記長・本多延嘉派には少数の学生のみがついたが、彼らによって本多派の学生組織が作られ、「日本マルクス主義学生同盟・中核派」（マル学同中核派）を名乗った。マル学同中核派は後に勢力を拡大し、「中核派」は本多派全体の呼称として自称・他称されるようになった。
- 以降の各分派の詳細については、これらの項目を参照。（革マル派学生組織・中核派学生組織）。

## 内ゲバの元凶
1961年7月の全学連第17回大会において、マル学同は反マル学同の「つるや連合」（社学同諸派、革共同関西派、社青同）を実力で排除し、全学連における指導権を固めた。この際、マル学同は日本の新左翼史上初めてゲバルト棒を使用しつるや連合を排除したが、これが後に凄惨な殺し合いにまで至る内ゲバ激化の元凶だとされることがある。
内ゲバ激化の責任については、後の中核派と革マル派の論争の一つとなった。中核派はマル学同が革マル派についたことを根拠に革マル派が内ゲバ体質であると非難し、革マル派は当時マル学同を指揮していた清水丈夫が中核派についたことを根拠に中核派が内ゲバ体質であると非難した。